# Gravitation (livro)
Em física, Gravitation (Gravitação) é um compêndio conhecido na teoria da gravidade de Albert Einstein por Charles W. Misner, Kip S. Thorne, e John Archibald Wheeler, publicado originalmente por W. H. Freeman and Company em 1973. É frequentemente considerado a "bíblia" inicial da relatividade geral por pesquisadores por sua proeminência e é frequentemente chamada MTW após as iniciais de seus autores.